# Ironman Maryland
Der Ironman Maryland ist eine seit 2014 jährlich im September oder Oktober stattfindende Triathlon-Sportveranstaltung über die Ironman-Distanz (3,86 km Schwimmen, 180,2 km Radfahren und 42,195 km Laufen) in Cambridge, Maryland in den Vereinigten Staaten.

## Organisation
Organisiert wird diese Veranstaltung von der World Triathlon Corporation (WTC) und die erste Austragung war am 20. September 2014. Austragungsort ist Cambridge (Maryland). Es werden hier jährlich 30 Startplätze für die WM beim Ironman Hawaii vergeben.
Die für den 3. Oktober 2015 geplante zweite Austragung musste witterungsbedingt abgesagt werden. 
Der Ironman Maryland wird seit 2015 als reiner Age-Group-Bewerb ausgetragen – das heißt, die Sieger erhalten kein Preisgeld.
2016 musste das Rennen ohne die Schwimmdistanz ausgetragen werden. 
Es wurden hier 40 Qualifikationspunkte für das „Kona-Pro-Ranking“ (Qualifikation für einen Startplatz beim Ironman Hawaii) vergeben. Am 7. Oktober 2017 wurde das Rennen zum dritten Mal ausgetragen.

### Streckenverlauf
- Der Schwimmkurs geht über zwei Runden durch den Fluss Choptank am Great Marsh Park auf der Delmarva-Halbinsel.
- Der 180-km-Radkurs über zwei Runden ist flach aber windanfällig. Er führt durch Dorchester County und in das Blackwater National Wildlife Reservat.
- Die Laufstrecke umfasst drei Runden und führt durch den Ort und die Umgebung. Die Ziellinie befindet sich am historischen Anlegeplatz.[2]

### Streckenrekorde
Die Streckenrekorde werden von den beiden US-Amerikanern DJ Snyder (2017: 8:51:11 Stunden) sowie Lauren Capone bei den Frauen (2014: 9:26:02 Stunden) gehalten.

## Siegerliste
| N ° | Datum/Jahr    | Männer         | Männer                          | Männer                      | Frauen             | Frauen           | Frauen                  |
| N ° | Datum/Jahr    | Erster Platz   | Zweiter Platz                   | Dritter Platz               | Erster Platz       | Zweiter Platz    | Dritter Platz           |
| --- | ------------- | -------------- | ------------------------------- | --------------------------- | ------------------ | ---------------- | ----------------------- |
| 10  | 20. Sep. 2025 |                |                                 |                             |                    |                  |                         |
| 9   | 21. Sep. 2024 | Matthew Tatum  | Emmanuel Lopez                  | Hugues Abram                | Jill Jacinth       | Carly Zanatta    | Dana Glodek             |
| 8   | 16. Sep. 2023 | Michael Weiss  | Jason Pohl                      | Sam Long                    | Alice Alberts      | Melanie McQuaid  | Chloe Lane              |
| 7   | 17. Sep. 2022 | Joe Klinedinst | Vicente De Paulo Saraiva Junior | Matthew Tatum               | Joanne Gribler     | Ava Warfel       | Jacquelyn Foley         |
| 6   | 18. Sep. 2021 | Eric Roy       | Keith Kennedy                   | Alexandre Fortin            | Dana Glodek        | Isabelle Rouleau | Beril Polat             |
| 5   | 28. Sep. 2019 | Quentin De Vos | David Morris                    | Bradley Fleming             | Meghan Fillnow     | Miranda Tomenson | Rocio Rodriguez Vallejo |
| 4   | 29. Sep. 2018 | Todd Burns     | Eward Schmitt                   | Henry Tragle                | Maggie Walsh       | Ginny Cataldi    | Katie Schick            |
| 3   | 7. Okt. 2017  | DJ Snyder (SR) | Max Teichert                    | Rob Arkell                  | Molly Smith        | Kelly Stokes     | Amanda Rossolimo        |
| 2   | 1. Okt. 2016  | Chris Nocera   | John Kelly                      | Jacob Wissum                | Lisa Goetz         | Ashley Forsyth   | Jennifer Zopp           |
| 1   | 20. Sep. 2014 | Matthew Bach   | Nathan Rickman                  | Rafael Chieza Fortes Garcia | Lauren Capone (SR) | Robyn Hardage    | Ann Hammer              |